# Ciontolire

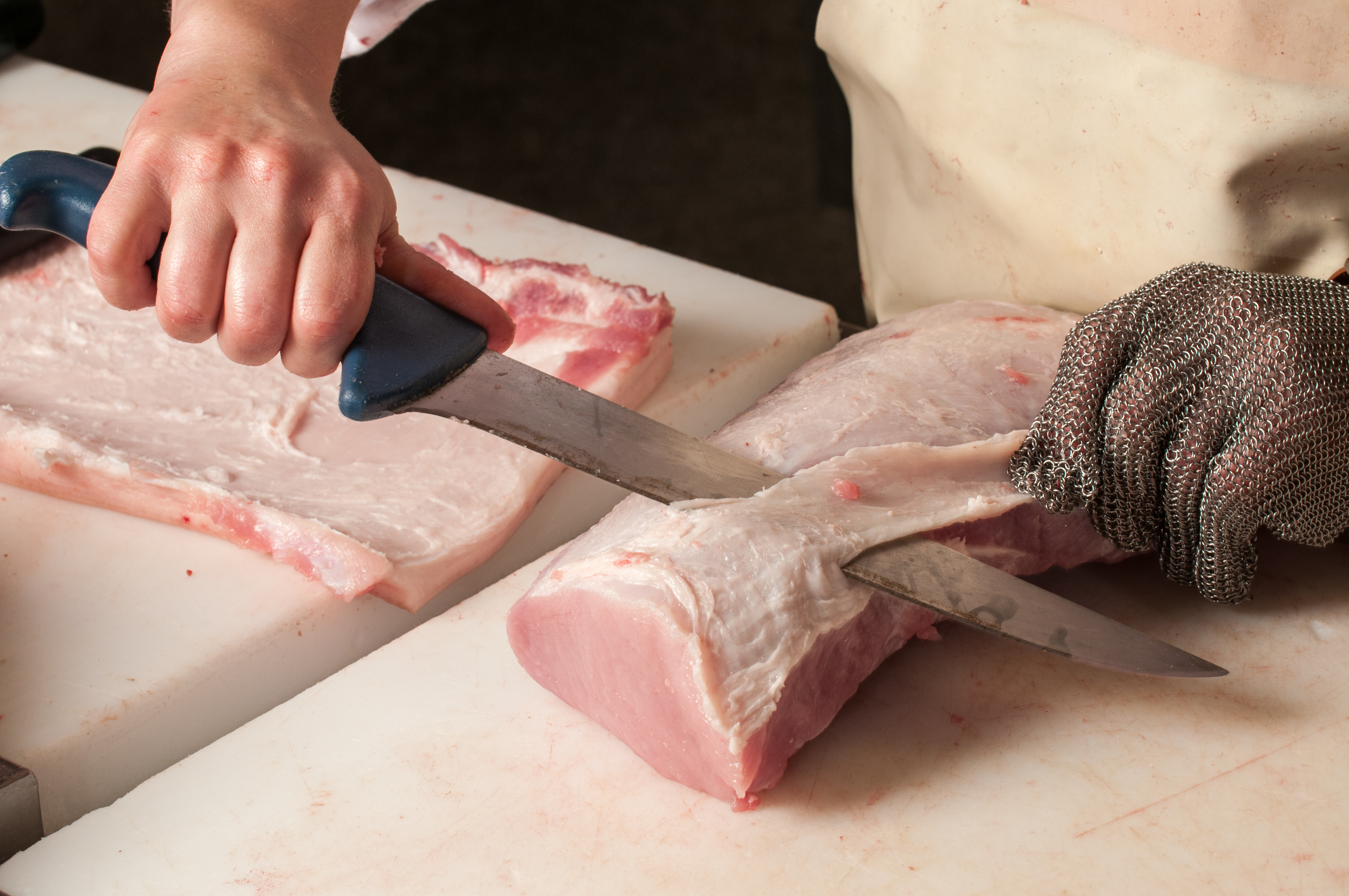

Ciontolirea sau dezosarea este o operația de separare a cărnii (țesutului muscular) de pe oase în industria alimentară, ca primă fază a fabricării preparatelor de carne. Ciontolirea trebuie condusă astfel, încât țesutul muscular (carnea) să nu fie ciopârțit și să poată fi sortat imediat pe calități. Ciontolirea este precedată, ca fază pregătitoare, de desfacerea carcasei animalului sacrificat, în părți distincte, de-a lungul mușchilor principali și prin articulațiile principale. Dezosarea se execută fie manual, cu ajutorul cuțitului, fie mecanizat, cu ajutorul cuțitelor circulare pentru unele regiuni anatomice